# 卢拉泰卡奇维奥
卢拉泰卡奇维奥（義大利語：Lurate Caccivio），是意大利科莫省的一个市镇。总面积5.92平方公里，人口10074人，人口密度1701.7人/平方公里（2009年）。ISTAT代码为013138。

## 友好城市
- 義大利卡拉布里亚区切尔基亚拉
- 義大利富西内